# Vukašin (Heiliger)

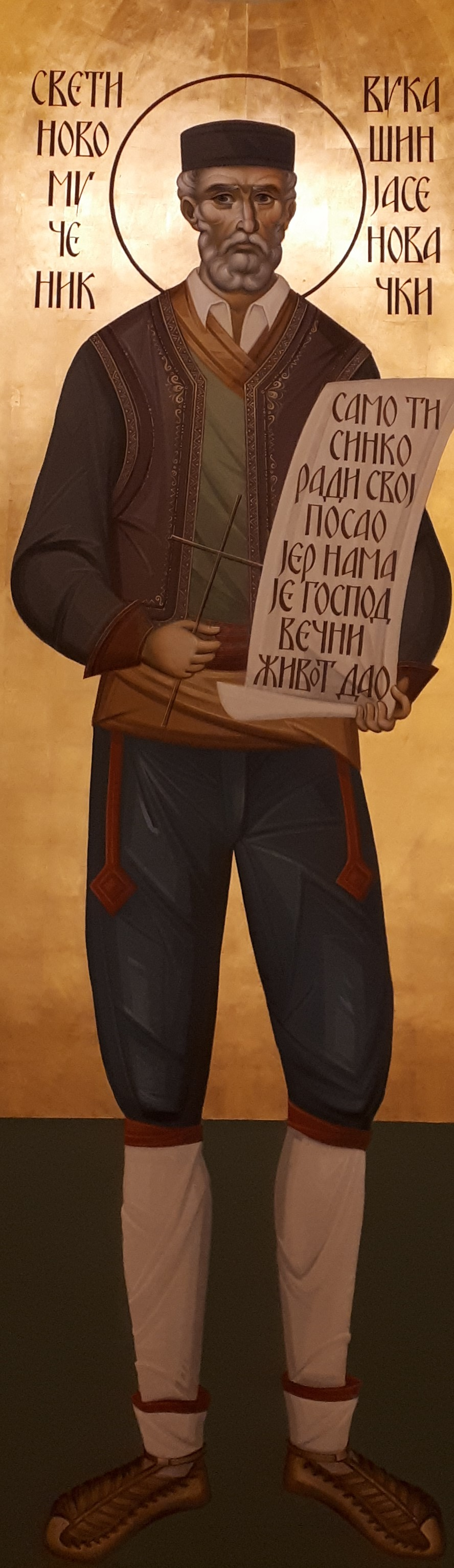
Fresko des Vukašin von Klepci im Dom des Heiligen Sava in Belgrad. Auf der Schriftrolle die angeblich letzten Worte des Vukašin.

Vukašin (serbisch-kyrillisch Вукашин; * angeblich in Klepci, zu Čapljina, Herzegowina; † angeblich 1942 oder 1943 im KZ Jasenovac), nach seinem angeblichen Herkunfts- bzw. Sterbeort auch Vukašin von Klepci (Вукашин из Клепаца Vukašin iz Klepaca) oder Vukašin von Jasenovac (Вукашин Јасеновачки Vukašin Jasenovački), ist ein Märtyrer und Heiliger der serbisch-orthodoxen Kirche. Die Existenz und das Martyrium des Vukašin als historische Person sind umstritten und mutmaßlich legendär. Die Angaben zu Vukašin stammen offenbar einzig aus einer Erzählung des jugoslawisch-kommunistischen Funktionärs Nedo Zec (1899–1971) aus dem Jahr 1961.

## Heiligenlegende
Während des Zweiten Weltkriegs soll Vukašin nach dem Balkanfeldzug (1941) der Wehrmacht, im besetzten Königreich Jugoslawien von der Ustascha im KZ Jasenovac inhaftiert worden sein. Dort soll er ein Opfer des „Tötungswettbewerbs“ des Petar Brzica geworden sein, der am 29. August 1942 stattgefunden haben soll.
Im Jahr 1961 berichtet erstmals der Nervenarzt Nedo Zec (1899–1971) über Vukašin. Sein Bericht trägt als Titel das angebliche Zitat Vukašins im Angesicht dessen Todes „Radi ti, dijete, svoj posao!“ (Mach du, Kind, deine Arbeit!); weitere Veröffentlichungen erfolgten 1969, 1970, 1971, 1973 und während des Zerfalls Jugoslawiens 1992. Zec berichtete, dass er im Januar 1943 auf Anweisung des KZ-Kommandeurs Ivica Matković als Nervenarzt einem neu gebildeten medizinischen Komitee angehört habe, um KZ-Wächter zu untersuchen. Der Ustascha Žile Friganović habe ihm berauscht berichtet:

„Dok sam bio u najvećem zanosu, slučajno sam bacio pogled u stranu i tu ugledao jednog postarijeg seljaka koji s nekim neshvatljivim mirom stoji i spokojno gleda kako ja koljem i kako mi se žrtve u najvećim mukama preturaju. Taj njegov pogled nekako me presjekao: učinilo mi se kao da sam se iz onog najvišeg zanosa najednom skamenio i jedno vrijeme nisam mogao da se maknem. A zatim sam otišao do tog seljaka i od njega saznao da je on neki Vukašin iz sela Klepaca kod Čapljine, kome su u kući sve poubijali, a njega poslali u Jasenovac. On je sve to govorio s nekim nedokučivim mirom, koji je mene teže pogađao nego sva stravična kuknjava oko nas. Gledajući i slušajući ga, u meni se najednom razbuktala želja da mu mir i spokojstvo razbijem najsvirepijim mučenjima i da u njegovim mukama, bolu i koprcanju povratim zanos.
Izdvojio sam ga i stavio na jedan panj. Naredio sam mu da vikne: Živio poglavnik Pavelić, ako to ne kaže, da ću mu odsjeći uho. Vukašin je šutio. Otkinuo sam mu uho. Nije rekao ni riječi. Ponovo sam mu rekao da viče: Živio Pavelić, ili ću mu otkinuti i drugo uho. On je i dalje šutio: otkinuo sam mu i drugo uho. Viči: Živio Pavelić, ili ću ti otkinuti nos. A kad sam mu i po četvrti put zapovjedio da uzvikne: Živio Pavelić, i zaprijetio da ću mu nožem izvaditi srce iz grudi, on me pogledao, i uperivši pogled nekako kroz mene i preko mene u neizvjesnost, polako i razgovijetno mi je dobacio: Radi ti, dijete, svoj posao!
Poslije svega te njegove poslednje riječi potpuno su me izbezumile, skočio sam i iskopao mu oči, isjekao srce, preklao grlo od uha do uha i nogama ga sjurio u jamu. Ali, tada je i u meni nešto prepuklo i te noći nijesam više mogao da koljem. Pero Brzica je pobijedio, jer je zaklao 1.350 logoraša, i ja sam mu bez riječi platio opkladu.'”

„Während ich in größter Ekstase war, blickte ich zufällig zur Seite und sah einen älteren Bauern in unbegreiflicher Ruhe dastehen und ruhig zusehen, wie ich schlachtete und sich meine Opfer in größter Qual wanden. Dieser Blick von ihm unterbrach mich irgendwie: es schien mir, als wäre ich plötzlich von dieser höchsten Ekstase wie versteinert, und ich konnte mich eine Weile nicht bewegen. Und dann ging ich zu diesem Bauern und erfuhr von ihm, dass er Vukašin aus dem Dorf Klepci bei Čapljina war, dass seine Hausgemeinschaft ermordet und er nach Jasenovac geschickt worden war. Er sagte dies alles mit einem unergründlichen Frieden, der mich härter traf als all das schreckliche Gejammer um uns herum. Als ich ihm zusah und ihm zuhörte, brach plötzlich in mir der Wunsch auf, seinen Frieden und seine Ruhe mit den grausamsten Qualen zu brechen und meine Ekstase in seinen Qualen, Schmerzen und Gelüsten wiederherzustellen.
Ich zog ihn heraus und legte ihn auf einen Stumpf. Ich befahl ihm zu rufen: Es lebe der Poglavnik Pavelić, wenn er das nicht sagen würde, würde ich ihm das Ohr abschneiden. Vukašin schwieg. Ich habe ihm das Ohr abgerissen. Er sagte kein Wort. Ich sagte ihm noch einmal, er solle rufen: Es lebe Pavelić, sonst würde ich ihm das andere Ohr abschneiden. Er schwieg immer noch: Ich riss ihm auch das andere Ohr ab. Ruf: Lang lebe Pavelić, oder ich reiß dir die Nase ab. Und als ich ihm zum vierten Mal befahl zu rufen: Lang lebe Pavelić, und drohte, ihm mit einem Messer das Herz aus seiner Brust zu nehmen, sah er mich an und blickte irgendwie durch mich hindurch und über mich hinweg ins Ungewisse, und langsam und deutlich sagte er zu mir: Mach du, Kind, deine Arbeit!
Immerhin haben mich diese letzten Worte völlig in den Wahnsinn getrieben, ich sprang auf und grub ihm die Augen aus, schnitt ihm das Herz aus, durchschnitt ihm die Kehle von Ohr zu Ohr und stieß ihn mit den Füßen in die Grube. Aber dann brach auch etwas in mir und in dieser Nacht konnte ich nicht mehr schlachten. Pero Brzica hat gewonnen, weil er 1.350 Häftlinge abgeschlachtet hat, und ich habe ihm eine Wette bezahlt, ohne ein Wort zu sagen.“

Vukašin soll nach umstrittenen Recherchen verschiedener serbische Quellen entweder den Familiennamen Toholj (Тохољ) oder Mandrapa (Мандрапа) getragen haben.
Auf der regulären Sitzung der Bischofssynode der serbisch-Orthodoxen Kirche im Jahr 1998 wurde Vukašin als Beichtvater in die Nomenklatur der Serbisch-Orthodoxen Kirche aufgenommen und heiliggesprochen.

### Kritik
Nedo Zec, der als Einziger von Vukašin berichtete, war nach dem Zweiten Weltkrieg der erste Gesundheitsminister der Volksrepublik Bosnien und Herzegowina sowie Gründer und erster Leiter der Klinik für Nerven- und Geisteskrankheiten in der Medizinischen Fakultät der Universität von Sarajevo, die früher auch seinen Namen trug. Wegen seiner kommunistischen Tätigkeit war Zec von 1942 bis 1943 Häftling im KZ Jasenovac. In seinem Bericht erzählt Zec, dass er im Januar 1943 auf Anweisung des KZ-Kommandeurs Ivica Matković als Nervenarzt einem neu gebildeten medizinischen Komitee angehört habe, um KZ-Wächter zu untersuchen.
Die Erzählung des Nedo Zec über diesen „Tötungswettbewerb“ und den ermordeten Vukašin wird angezweifelt. Laut dem serbischen Philosophen Aleksandar Pražić hat Zec die Erzählung für die jugoslawischen Kommunisten erfunden. Auch um sich selbst von jedem Verdacht freizusprechen, da er sich weitgehend als „freier Mann“ im Lager bewegen durfte.

„Pre svega, zašto bi ustaše imale psihičke probleme zbog učešća u likvidaciji Srba’? [...] Ali, čak i ako je bilo tako, zar je hrvatska država toliko oskudevala u psihijatrima iz vlastitog naroda, koji bi na pravi način priskočili u pomoć tao gde su sveštenici podbacili, da je duševno zdravlje svojih elitnih bojovnika, pa samim tim i borbenu gotovost hrvatske vojske, poveravala brizi pripadnika omražene manjine? [...] Ako su u Jasenovcu likvidirane stotine hiljada Srba, zar je bilo teško ukloniti i jednog tako nezgodnog svedoka kakav je bio Nedeljko Zec? [...] Ali, čak i ako dopustimo da se sve dogodilo baš tako, mada nam zdrav razum govori da su sve to puke besmislice, nameće se pitanje da li je moguće za nekoliko sati zaklati hiljadu i sto ljudi. [...] Dakle, sve su to budalaštine, u koje niko razuman ne može da poveruje, a ako i poveruje, onda je sigurno posredi neka iracionalna zaslepljenost. [...] Pri tom, sigurno nije bio toliko maštovit da izmisli epizodu sa Srbinom koji koljaču kaže: ‚Radi ti, dijete, svoj posao!‘.”

„Zunächst einmal, warum sollten Ustaschas aufgrund ihrer Beteiligung an der Liquidation der Serben psychologische Probleme haben? [...] Aber selbst wenn es so gewesen wäre, war der kroatische Staat an Psychiatern seines eigenen Volkes so rar, wer hätte auf die richtige Weise dazu beigetragen, dass die Priester die geistige Gesundheit ihrer Elite-Krieger und damit die Kampfbereitschaft der kroatischen Armee den Angehörigen der verhassten Minderheit anvertrauen? [...] Wenn Hunderttausende Serben in Jasenovac getötet wurden, wäre es da schwierig gewesen, solch einen unbequemen Zeugen wie Nedeljko Zec verschwinden zu lassen? [...] Aber selbst wenn alles so geschehen wäre, stellt sich die Frage ob es möglich ist, wenn der gesunde Menschenverstand sagt, dass es unmöglich ist, dass über Stunden tausendeinhundert Menschen geschlachtet werden. [...] Das ist also alles Unsinn, an den kein vernünftiger Mensch glauben kann, und wenn er es glaubt, dann muss es eine irrationale Blindheit sein. [...] Er war mit Sicherheit nicht so einfallsreich, als er eine Episode mit einem Serben erfand, der den Schlächtern sagte: ‚Mach du, Kind, deine Arbeit!‘.“

Der kroatische Historiker Ivo Rendić-Miočević bemängelt, dass nur Zec diesen „Tötungswettbewerb“ bezeugt und es unmöglich sei, ein Gespräch nach vielen Jahren buchstäblich wiederzugeben. Vukašin sei keine historische Person und die Aufnahme in die Opferliste von Jasenovac sei erst 2007 erfolgt, nachdem der serbische Autor Marko Ručnov in einem Buch (2004) Vukašin unbewiesen den Familiennamen Mandrapa zugeschrieben habe, auch ohne wie üblich den Vatersnamen und den Herkunftsort zu benennen.
Der kroatische Akademiker Filip Škiljan weist in seiner von Sabrina P. Ramet herausgegebenen Schrift „Logorski sustav Jasenovac : konroverze“ (Lagersystem Jasenovac: Kontroversen) darauf hin, dass Vukašin in keiner Opferliste der Lager von Jasenovac oder Stara Gradiška enthalten sei.

## Festtag
Der Festtag des Vukašin ist der Tag seiner Heiligsprechung am 16. Maijul. / 29. Maigreg.. Zusammen mit anderen sogenannten „neuen Märtyrern“ der serbisch-orthodoxen Kirche die im KZ Jasenovac gestorben sein sollen, wird ihm wird auch am 31. Augustjul. / 13. Septembergreg. gedacht.

### Troparion
Im Troparion, 8. Ton (Tropar Ce. Novomučeiiku Vukašinu Jasenovačkom, glas 8), zu Vukašin lautet es:

„Vukašine Hercegovče,

Novi Srpski Strastoterpče,

Hrista radi Ti postrada

u logoru Jasenovac. Kada Te mučitelj nožem klaše,

Ti njemu krotko govoraše:

„Samo ti, dete, radi svoj pocao“,

jer nama je Hristos život večni dao.

Njega moli, Mučeniče, kao Spasa sviju,

da spase i rod naš Pravoslavni.“

„Vukašin, Herzegowiner,

neuer serbischer Märtyrer,

der du dein Leben im Lager Jasenovac für Christus hingabst.

Als dein Peiniger dich mit seinem Messer schlachtete, antwortetest du ihm kühn:

„Mach du nur deine Arbeit, mein Sohn.“

Denn uns hat Christus das ewige Leben geschenkt.

Bete Märtyrer zu unserem Erlöser,

das er unsere rechtgläubige Generation errette.“

## In den Medien
Der „Tötungswettbewerb“ und das angebliche Martyrium des Vukašin werden in dem serbischen Historien-Dramafilm Дара из Јасеновца Dara iz Jasenovca (englisch Dara of Jasenovac) des Regisseurs Predrag Antonijević aus dem Jahr 2020 inszeniert.

## Belege
1. ↑  Nedo Zec: "Radi ti, dijete, svoj posao!" In: Zdravko Čolić, Aziz Hadžihasanović, Milan Mučibabić (Hrsg.): Da se ne zaboravi. Veselin Masleša, Sarajevo 1961, S. 135–139 (serbokroatisch).
2. ↑  Nedo Zec: "Radi ti, dijete, svoj posao!" In: Otpor u žicama. Band I. VIZ, Beograd 1969, S. 61–65 (serbokroatisch).
3. ↑  Nedo Zec: "Radi ti, dijete, svoj posao!" In: Poruke. Band 1, Nr. 1, 4. Juli 1970 (serbokroatisch).
4. ↑  Nedo Zec: "Radi ti, dijete, svoj posao!" In: Oslobođenje. 1971 (serbokroatisch).
5. ↑  Nedo Zec: "Radi ti, dijete, svoj posao!" In: Riječi koje nisu zaklane : Svjedočanstva preživjelih zatočenika logora Jasenovac. Band I. Spomen područje,, Jasenovac 1973, S. 87–93 (serbokroatisch).
6. ↑  Nedo Zec: "Radi ti, dijete, svoj posao!" In: Catena mundi. Band II. Beograd/Kraljevo 1992, S. 229–231.
7. ↑  Nedo Zec: "Radi ti, dijete, svoj posao!" Zitiert nach Antun Miletić: Zver umorna od klanja! In: novosti.rs. 12. Januar 2013, abgerufen am 5. November 2021 (serbisch).
8. ↑  Aleksandar Pražić: Nacionalno Samoubistvo [Nationaler Selbstmord]. Pesić i sinovi, Belgrad 2009, ISBN 978-86-7540-115-5 (serbisch).
9. ↑  Ivo Rendić-Miočević: Osvrt na kanonizaciju Svetoga Novomučenika Vukašina Jasenovačkoga i blaženoga Alojzija Stepinca. In: Hrvatski tjednik. 15. August 2015 (hkv.hr).
10. ↑  Ivo Rendić-Miočević: Nepostojeći sveti Vukašin Jasenovački – ubojica sa ikone. 16. Juni 2019, abgerufen am 8. November 2021.
11. ↑  Filip Škiljan: Logorski sustav Jasenovac : konroverze. In: Sabrina P. Ramet (Hrsg.): Nezavisna država Hrvatska : 1941.–1945. : zbornik radova. Alinea, Zagreb 2009, ISBN 978-953-180-155-3, S. 117–130.
12. ↑  Damir Šarac: Srbi se protive kanonizaciji Stepinca, a svecima proglašavaju likove iz bajki: pročitajte poremećenu priču o pravoslavnom svecu koji je zaustavio hrvatskog koljača Žilu. In: Slobodna Dalmacija. 27. Februar 2017 (slobodnadalmacija.hr).

| Personendaten    | Personendaten |
| ---------------- | --- |
| NAME             | Vukašin |
| ALTERNATIVNAMEN  | Vukašin von Klepci; Вукашин из Клепаца; Vukašin iz Klepaca; Vukašin von Jasenovac; Вукашин Јасеновачки; Vukašin Jasenovački |
| KURZBESCHREIBUNG | Märtyrer und Heiliger der serbisch-orthodoxen Kirche                                                                        |
| GEBURTSDATUM     | unsicher: 19. Jahrhundert oder 20. Jahrhundert                                                                              |
| GEBURTSORT       | unsicher: Klepci, zu Čapljina, Herzegowina                                                                                  |
| STERBEDATUM      | unsicher: 1942 oder 1943 |
| STERBEORT        | unsicher: KZ Jasenovac |